# 리우데자네이루 연방 대학교

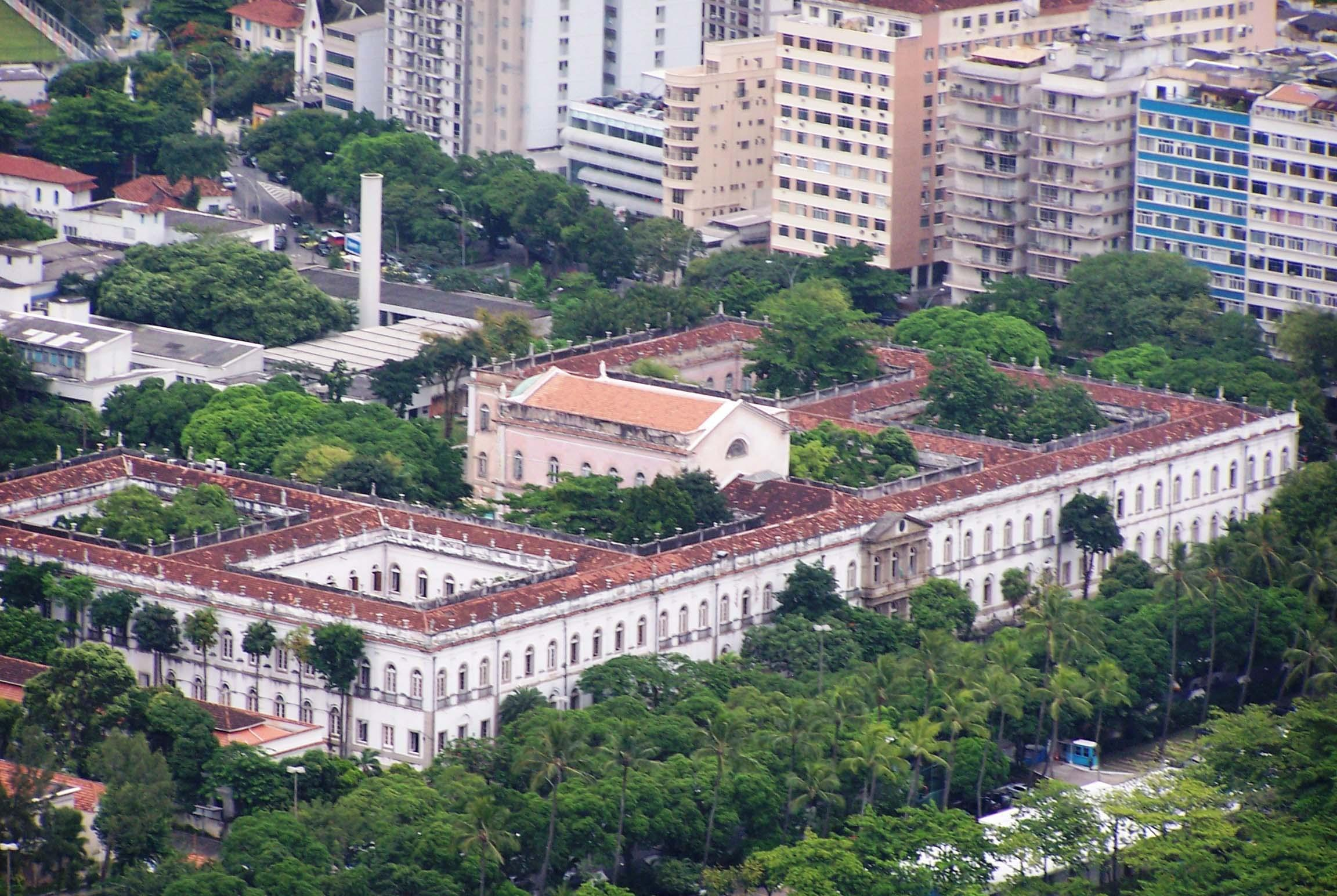
리우데자네이루 연방 대학교

리우데자네이루 연방 대학교(포르투갈어: Universidade Federal do Rio de Janeiro, UFRJ) 또는 브라질 대학교(Universidade do Brasil)는 브라질 리우데자네이루에 위치한 대학교이다. 현재 3개의 캠퍼스를 보유하고 있다. 리우데자네이루 연방 대학교에서는 브라질에서 가장 큰 연방 대학교이다.